# Noile aventuri ale dădacelor (film din 2016)
Noile aventuri ale dădacelor este al 100-lea film Disney, un film american, regizat de John Schultz. Actorii sunt Sabrina Carpenter, Sofia Carson, Nikki Hahn, Mallory James Mahoney, Max Gecowets, Jet Jurgensmeyer, Madison Horcher, și Kevin Quinn. Este o refacere a filmului apărut în 1987 cu același nume.
Difuzare pe Disney Channel România:Sâmbătă, 19 septembrie 2016, ora 11:30.

## Poveste
Jenny Parker ( Sabrina Carpenter ) și Lola Perez ( Sofia Carson ) sunt niște tinere cu personalități opuse , dar aceeași pasiune pentru fotografie. Cele două se întâlnesc atunci când sunt finalistele unui stagiu de fotografie și de prestigiu,iar dintr-un accident acestea schimbă telefoane la interviu. Prin acest mod, acestea devin dădace și trec prin multe aventuri.

## Actori

### Principali
- Sabrina Carpenter ca Jenny Parker
- Sofia Carson ca Lola Perez
- Nikki Hahn ca Emily Cooper
- Mallory James Mahoney ca Katy Cooper
- Max Gecowets ca Trey Anderson
- Jet Jurgensmeyer Bobby Anderson
- Madison Horcher AJ Anderson
- Kevin Quinn ca Zac Chase
- Gillian Vigman Helen Anderson
- Gabrielle Miller Donna Cooper
- Michael Northey ca Tiny
- Ken Lawson ca Scalper
- Max Lloyd-Jones , ca Officer James
- Kevin O'Grady Barry Cooper
- Hugo Ateo ca Hal Anderson

### Ajutatori
- Emiliano Díez ca Leon Vasquez
- Amitai Marmorstein Douglas
- Jasmine Chan Dominique Cassidy
- Kathryn Kirkpatrick ca Trixie
- Sean Tyson ca Officer Fitz
- Kelsey Dodds ca Jailer Swift-Siren
- Amy Thomas ca Belle
- Dave Ward Man ca Dead Men
- Teana-Marie Smith ca Female Officer
- JC Williams ca Police Officer
- Chris Nowland ca Cop # 1
- Cameron Dent ca Cop # 2
- Kwasi Thomas DJ Chill
- William Stewart Big Pink
- Simon Chin ca Planetarium Guard
- Michael Roberds ca Head Chef
- Raf Rogers Pastry Chef
- Lisa Macfadden ca Party Hostess
- Jacqueline Breakwell ca Coat Check Girl
- Arielle Tuliao ca Staff Girl
- Adam Charles ca Staff Boy
- Jan Bos ca MC
- Pearce Visser Carl
- Oliver Mahoro Smith Tino
- Joshua Morettin ca Trent
- Ali Skovbye ca Samantha
- Sierra Sidwell ca Rosario
- Pendo Muema ca Imani
- Michael Jonsson ca Concert Guard # 1

## Producție

### Filmări
Filmările au început pe 2 martie 2015 , în Vancouver , British Columbia și au fost terminate pe 18 aprilie 2015.Primul teaser a fost lansat pe 09 octombrie 2015 în timpul premierei DCOM a Sora mea invizibila.Primul trailer oficial a fost lansat pe 12 februarie în 2016 în timpul unui episod din Riley și restul lumii.

### Scenariu
Tiffany Paulsen a scris scenariul filmului.

### Casting
Raven-Symoné a avut de gând să joace în refacerea filmului,dar a decis să se retragă din cauza altor proiecte.Miley Cyrus au fost,de asemenea,zvonuri că urmează să facă parte din proiect, dar mai târziu a negat.Sabrina Carpenter și Sofia Carson au fost anunțate pe 9 ianuarie 2015.Kevin Quinn , Nikki Hahn , Mallory James Mahoney, Madison Horcher, Jet Jurgensmeyer, Max Gecowets, și Max Lloyd-Jones au fost anunțați pe 31 august 2015.De asemenea,au fost anunțați în aceeași zi și Gillian Vigman , Alissa Skovbye, Arielle Tuliao, Kevin O'Grady, Lisa Macfadden, Ken Lawson , Jasmine Chan, Kathryn Kirkpatrick, Teana-Marie Smith, Michael Roberds , Simon Chin, JC Williams, Hugo Ateo, Raf Rogers, Morgan Tanner ca dansator, Curtis Albright, Oliver M. Smith, Kwasi Thomas, Joshua Morettin, Matthew Hoglie, și John Specogna. 

## Transmisiuni internaționale
| Țara | Canalul                      | Premiera           | Titlul                             |
| --- | ---------------------------- | ------------------ | ---------------------------------- |
| Statele Unite ale Americii | Disney Channel SUA           | 24 iunie 2016      | Adventures in Babysitting          |
| Canada | Disney Channel Canada        | 24 iunie 2016      | Adventures in Babysitting          |
| Israel | Disney Channel Israel        | 7 iulie 2016       | הבייביסיטריות יוצאות להרפתקאות     |
| Argentina Bolivia Chile Columbia Cuba Costa Rica Ecuador El Salvador Guatemala Honduras Nicaragua Mexic Panama Paraguay Peru Republica Dominicană Uruguay Venezuela | Disney Channel Latinoamérica | 10 iulie 2016      | Una Aventura de Niñeras            |
| Brazilia | Disney Channel Brasil        | 10 iulie 2016      | Uma Aventura de Babás              |
| Regatul Unit | Disney Channel UK            | 15 iulie 2016      | Aventures in Babysitting           |
| Germania | Disney Cinemagic Germania    | 24 iulie 2016      | Die Nacht der verrückten Abenteuer |
| Spania | Disney Channel Spania        | 9 septembrie 2016  | Canguros en Apuros                 |
| Portugalia | Disney Channel Portugalia    | 10 septembrie 2016 | Babysitters em Apuros              |
| Franța | Disney Channel Franța        | 16 septembrie 2016 | Babysitting Night                  |
| Italia | Disney Channel Italia        | 17 septembrie 2016 | Babysitter Adventures              |
| România | Disney Channel România       | 17 septembrie 2016 | Noile aventuri ale dădacelor       |

1. 1 2 3  Adventures in Babysitting (television, 2016), Disney A to Z: The Official Encyclopedia
2. 1 2 3 4 5 6 7 8 9 10 11 12 13 14 15 16  Noile aventuri ale dădacelor
3. ↑   (PDF), august 2016 http://www.channels.cz/programy/9/Disney%20Channel_tipy_zari_2016.pdf, accesat în 9 septembrie 2016 Lipsește sau este vid: |title= (ajutor)
4. ↑  , 6 august 2016 http://www.gyerek-vilag.tk/2016/08/a-disney-csatorna-szeptemberi-ujdonsagai.html, accesat în 8 septembrie 2016 Lipsește sau este vid: |title= (ajutor)
5. ↑  „Noile aventuri ale dădacelor”, Internet Movie Database, accesat în 17 august 2016